# Linciaggio di Laura e Lawrence Nelson
Laura e Lawrence D. Nelson (nati rispettivamente nel 1878 e nel 1897) furono una madre e figlio afroamericani linciati il 25 maggio del 1911 nei pressi di Okemah, nella contea di Okfuskee in Oklahoma.
Lawrence aveva sparato al vice-sceriffo di Okemah, George Loney, il 2 maggio del 1911 uccidendolo, dopo che questi assieme a un posse comitatus aveva scoperto nella fattoria di Nelsons una vacca rubata. Lawrence e Laura furono entrambi accusati di omicidio, nel caso di Laura perché era stata la prima ad afferrare il fucile. Suo marito, Austin, si dichiarò colpevole di furto e venne inviato nella cella di sicurezza della prigione statale a McAlester. Laura e L. D. rimasero detenuti, assieme alla figlioletta più piccola, nella prigione della contea in attesa del processo.
Nella notte del 24-25 maggio Laura e il figlio furono sequestrati da un gruppo composto da 12 a 40 uomini, tra cui vi era anche Charley Guthrie, padre del futuro cantante folk Woody Guthrie. L'Associated Press riferì che Laura venne anche violentata. Lei e Lawrence furono poi impiccati da un ponte sul North Canadian River. Secondo una fonte la bambina di Laura si trovava con lei ma sopravvisse all'aggressione.
I curiosi si riunirono numerosi entro la mattinata. George Henry Farnum, proprietario dell'unico studio fotografico di Okemah, scattò delle fotografie che distribuì poi come cartoline postali, una pratica comune all'epoca. Il giudice distrettuale convocò un grand jury, ma gli assassini non vennero mai identificati. Le quattro fotografie di Farnum sono conosciute per essere sopravvissute: due scene di spettatori e una veduta ravvicinata di Laura e L. D. Tre delle immagini sono state ripubblicate nel 2000 per essere esposte presso la "Roth Horowitz Gallery" di New York da James Allen, un collezionista di antichità. Le immagini di Laura Nelson sono le sole fotografie sopravvissute conosciute di una vittima femminile di linciaggio negli Stati Uniti d'America.

## Contesto
Il linciaggio era uno spettacolo terrificante e relativamente sconosciuto. Amy Louise Wood in Lynching and Spectacle: Witnessing Racial Violence in America, 1890–1940 (2009) scrive: «Rispetto ad altre forme di terrore e intimidazione a cui gli afroamericani erano soggetti sotto le "leggi Jim Crow", il linciaggio era un evento infrequente e straordinario. Uomini e donne avevano molto più probabilità di diventare vittime di aggressioni, omicidi o stupri personali rispetto al linciaggio [...]. Nonostante, o anche a causa della sua relativa rarità, il linciaggio ha mantenuto una forza psicologica singolare, generando un livello di paura e di orrore che hanno sopraffatto tutte le altre forme di violenza».
Esso avrebbe potuto comportare che le vittime venissero impiccate furtivamente da una folla di notte, o davanti a centinaia o addirittura a migliaia di testimoni durante il giorno. Un pubblico di 10.000 persone, tra cui il sindaco e il capo della polizia, si disse che avessero partecipato al linciaggio di Jesse Washington a Waco (Texas), avvenuto nel 1916. Oltre ad essere impiccate le vittime sono state talvolta bruciate vive e torturate, con parti del corpo rimosse e conservate come souvenir.
La maggioranza dei responsabili erano bianchi, mentre le vittime erano nere. Il messaggio politico - la promozione della supremazia del potere bianco e della sottomissione del negro - era un elemento importante del rituale, di modo che anche i linciaggi più riservati potessero essere fotografati e le immagini pubblicate come cartoline.
Secondo la Tuskegee University 4.745 persone sono registrate per essere state vittime di linciaggi negli Stati Uniti d'America tra il 1882 e il 1964, di queste 3.446 (il 72,7%) sono neri. Il 73% dei linciaggi si è svolto negli Stati Uniti meridionali. Tra il 1882 e il 1903 furono registrati 125 linciaggi di neri da parte di altri neri in dieci Stati del Sud, così come quattro casi di bianchi uccisi da una folla di neri improvvisatisi giustizieri.

### Donne
Almeno 150 donne nere sono state linciate tra il 1880 e il 1965 nel sud statunitense. Lo storico Kerry Segrave evidenzia 115 casi registrati tra il 1851 e il 1946. 90 delle 115 vittime erano nere, 19 bianche e 6 ispanici o non identificati. Le donne non erano solitamente linciate da sole, ma tendevano ad essere trattate come complici di uomini a loro volta linciati. Di 97 incidenti esaminati da Segrave, 36 erano donne giustiziate da sole.

### In Oklahoma
Il territorio dell'Oklahoma nel 1892 era censito per essere circa all'85% bianco, mentre il 10% era nero e il 5% indiano. Fu innalzato ad uno degli stati federati degli Stati Uniti d'America nel 1907, con una carta costituzionale che sancì immediatamente la segregazione razziale negli Stati Uniti d'America (secondo le leggi Jim Crow). Nel 1911 la scuola locale aveva 555 studenti bianchi e un solo nero.
Ci sono stati 147 linciaggi registrati tra il 1885 e il 1930. Fino alla segregazione razziale inaugurata nel 1907 la maggior parte delle vittime erano ladri di bestiame (vedi Abigeato) bianchi o "banditi". In totale 77 vittime erano bianche, 50 nere, 14 dei nativi americani, 5 sconosciute e un cinese. Cinque donne - due nere, due bianche e un'altra non riconosciuta - sono state linciate in Oklahoma nel corso di 4 incidenti verificatisi tra il 1851 e il 1946.

## Storia

### La famiglia Nelson
I Nelson vivevano in una fattoria a sei miglia a nord di Paden (Oklahoma), una città in gran parte abitata da afroamericani; secondo il quotidiano The Okemah Ledger fintanto che essa fece parte della Contea di Lincoln risultò essere il "terrore" e la disperazione della loro comunità.
Il marito di Laura Austin nacque a Waco nel 1873; lo storico Frances Jones-Sneed scrive che i suoi genitori, Dave e Rhoda Nelson, sarebbero nati schiavi in Georgia; Dave Nelson lavorò come stampatore a Waco.
Austin e Laura si sposarono nel 1896; Lawrence nacque con tutta probabilità l'anno successivo. L. D. è stato regolarmente denominato dopo il linciaggio con le iniziali L. W. o Lawrence, seguendo le indicazioni di The Okemah Ledger e la stessa cosa fa anche James Allen nel suo Without Sanctuary: Lynching Photography in America (2000). Diverse altre fonti secondarie lo chiamavano Lawrence, ma senza citarne le fonti primarie. Diverse fonti primarie invece fanno riferimento a Laura come Mary, mentre The Okemah Ledger ha chiamato Oscar il marito di Laura, anziché Austin.
Nel 1900 la famiglia si trasferì nella Contea di Pottawatomie (Oklahoma). Secondo Jones-Sneed Laura e Austin furono elencati nel censimento degli Stati Uniti d'America del 1910  come aventi due figli, L. D. di 13 anni e Carrie, di 2 anni. Non si sa con precisione cosa ne sia stato di quest'ultima; potrebbe trattarsi della bambina che una testimone dà come sopravvissuta al linciaggio.
Le fonti sono concordi nel ritenere che Laura Nelson avesse all'incirca 35 anni e il figlio tra i 14 e i 16 quando morirono. Secondo Frances Jones-Sneed il censimento degli Stati Uniti d'America del 1900 registra L. D. come avente 3 anni. William Barritt su Find a Grave, un sito web di base di dati cimiteriali, dà la data di nascita di Laura all'aprile del 1878 e quella di L. D. all'aprile del 1897.

### George Loney
Il vice-sceriffo George H. Loney aveva circa 35 anni quando morì, aveva vissuto a Paden per diversi anni e fu considerato sempre con il massimo rispetto, almeno secondo quanto ne dice The Okemah Ledger. Descritto dal quotidiano come un uomo impavido, era conosciuto per aver contribuito a fermare la pratica del traffico illegale di alcolici a Paden, per conto dei sostenitori del locale "movimento per la temperanza". In seguito divenne un funzionario di vigilanza dello Stato, poi il vice-sceriffo. È stato sepolto nella contea di Lincoln vicino a Paden il 4 maggio 1911. Il Ledger scrisse che ogni ufficio pubblico rimase chiuso per un'ora durante il suo funerale.

### Morte di Loney
George Loney costituì un posse comitatus composto da se stesso, dall'agente Cliff Martin, da Claude Littrell e da Oscar Lane, dopo che un manzo fu rubato dalla proprietà di Littrell a Paden il 1º maggio; questi ottenne un mandato di perquisizione da A. W. Jenkins, il giudice di pace il quale permise agli uomini di effettuare delle ricerche alla fattoria dei Nelson. Vi giunsero il 2 maggio alle ore 21.00 e lessero il mandato ad Austin Nelson prima di entrare in casa. Gli avanzi della bestia furono trovati sia nel fienile che dentro l'abitazione.
Quando gli uomini entrarono nella casa di Nelson Loney chiese a Martin di asportare le pallottole da un fucile ad avancarica che era appeso al muro. Il The Independent locale riferì che, come Martin raggiunse l'arma, Laura Nelson disse: "Guarda, capo, che il fucile mi appartiene!" Martin rispose che voleva solo scaricarlo.
The Independent e il Ledger offrirono diverse versioni degli eventi, il primo più favorevole nei riguardi dei Nelsons; Laura afferrò un'altra arma, una carabina Winchester nascosta dietro un tronco. L. D. riuscì però ad impossessarsene e durante la lotta partì un colpo il quale passò attraverso le gambe di Martin, sfiorandogli la coscia, per colpire infine Loney all'anca ed entrare nel suo addome. L'uomo morì qualche minuto dopo.
Secondo il Ledger L. D. avrebbe afferrato il Winchester, inserito un proiettile e sparato. Austin poi afferrò il fucile e cercò di sparare a sua volta a Littrell e durante la successiva colluttazione Loney si trovava riparato dietro un carrettò. Nessuno capì che Loney era stato colpito finché non chiese dell'acqua; secondo il giornale Laura rispose: "Lasciate pure morire il bianco". Loney, secondo quanto riferito, soffrì appena per pochi minuti. Il Ledger descrisse la sua morte come "uno degli omicidi più a sangue freddo che si sia mai verificato nella contea di Okfuskee".

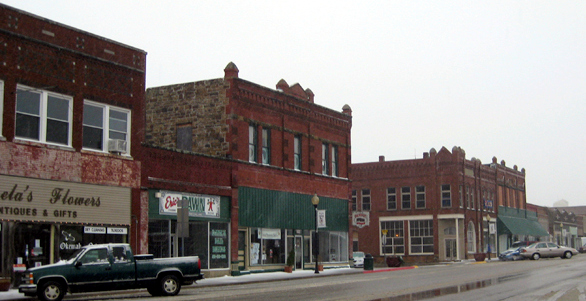
West Broadway Street, Okemah, nel 2010. I Nelson vennero condotti alla prigione di contea, poi trasferiti al "510 West Broadway".

### Arresti e addebiti
Austin venne fatto arrestare da Martin la sera stessa e condotto a Okemah alle 4 di mattina del 3 maggio, un mercoledì. La prigione della contea di Okfuskee si trovava a Okemah, una città prevalentemente bianca. Laura e L. D. - descritto dal Ledger come "di circa 16 anni, piuttosto ignorante e cencioso" - furono arrestati più tardi durante la giornata. Lo sceriffo Dunnegan li trovò in casa dello zio del ragazzo. The Independent riferì che non cercarono di fuggire e che vennero portati nella prigione della contea sul treno notturno.

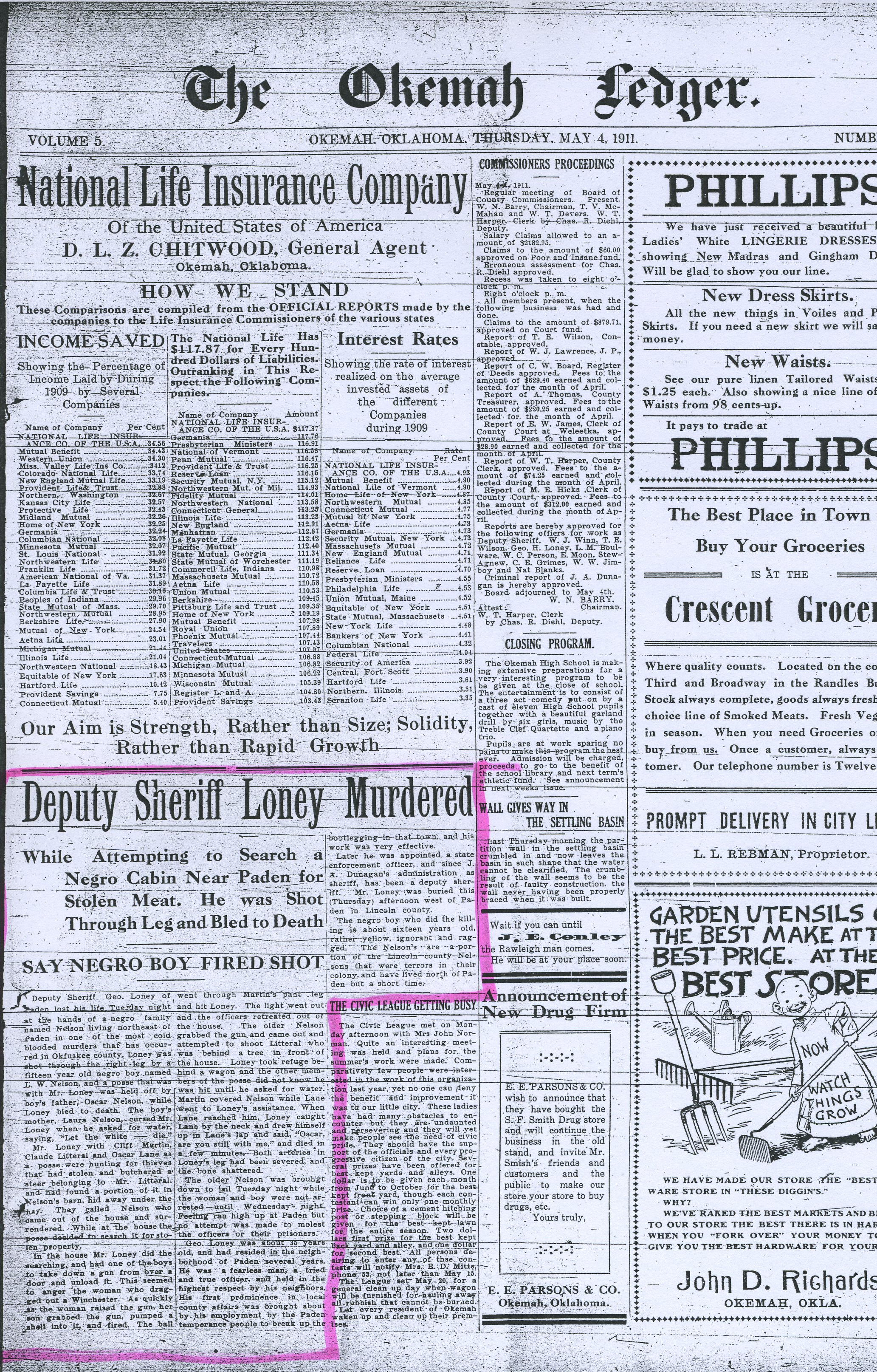
Prima pagina del The Okemah Ledger, 4 maggio 1911.

Austin ammise il furto della mucca, dicendo che non aveva cibo per i suoi figli. Secondo il verbale, non datato, i testimoni per lo Stato furono Littrell, Martin, Lane e Lawrence Payne (Payne era anche il nome del carceriere in servizio la notte che i Nelson furono rapiti dalla prigione). La dichiarazione di Austin su quello che era accaduto concordò con la versione del "Posse", salvo che egli disse che fosse stato lui, non Laura, ad aver obiettato sul fatto che il fucile venisse rimosso dalla parete. Affermò che Laura stava tentando di togliere il fucile dalle mani del figlio quando partì accidentalmente il colpo.
Durante l'audizione del 6 maggio presso il giudice Lawrence, Austin rimase detenuto in quanto non fu in grado di pagare la cauzione posta a 1.500 dollari. Dopo essersi dichiarato colpevole di furto, venne condannato il 12 maggio a tre anni di prigione. Il 16 maggio fu inviato alla prigione di Stato a McAlester, a 59 miglia (95 km) di distanza il che, secondo il Ledger, con molta probabilità gli salvò la vita.
Il 10 maggio, davanti allo stesso giudice, Laura e L. D. (nominati dal Ledger come Mary e L. W. Nelson) vennero incriminati per omicidio e detenuti senza cauzione. I Nelson assunsero uno studio legale a Shawnee (Oklahoma), la "Blakley, Maxy and Miley" per rappresentarli. Il Ledger riferì il 18 maggio, sotto il titolo "Negro Female Prisoner Gets Unruly", che il 13 maggio Laura si "comportò male e aggressivamente" quando il carceriere Lawrence Payne le portò la cena. Probabilmente cercò di afferrare la sua pistola quando questi aprì la porta della cella e, quando non vi riuscì, cercò di gettarsi fuori da una finestra. Payne "riuscì ad afferrare la donna" la quale, dopo essersi inutilmente dibattuta, si ritrovò nuovamente rinchiusa nella cella. Il Ledger scrisse il 25 maggio che durante l'incidente ella avrebbe "supplicato di essere uccisa".

### Sequestro
Laura e L. D. avrebbero dovuto essere chiamati in giudizio il 25 maggio. Tra le 23:30 e la mezzanotte del 24 maggio un gruppo di persone (da una dozzina a 40 secondo le differenti versioni) giunse davanti alla prigione. Entrarono attraverso la porta d'ingresso dello sceriffo. Payne, il carceriere dichiarò di averlo lasciato sbloccato per lasciare rientrare un detective di McAlester, che stava cercando un prigioniero evaso. Disse anche che gli uomini lo imbavagliarono e legarono, poi presero le chiavi e tagliarono la linea telefonica; affermò di non essere in grado di identificarli.
Il ragazzo, "bloccato e imbavagliato", secondo il Ledger, fu condotto via in silenzio; i prigionieri nelle celle adiacenti non sentirono nulla. Gli uomini poi si diressero verso le celle delle donne e qui portarono via Laura, descritta dal quotidiano come "molto piccola di statura, molto nera, di trentacinque anni e cattiva". Secondo un rapporto del luglio 1911 pubblicato sul The Crisis (l'organo ufficiale della National Association for the Advancement of Colored People) una donna testimone del linciaggio vide che gli uomini avevano preso anche la bambina di due anni.
Il carceriere disse che, dopo aver lottato per due ore, riuscì finalmente a liberarsi e diede l'allarme al ristorante di Moon, posto lungo la strada dalla prigione. Lo sceriffo Dunnegan inviò una squadra di ricerca, ma senza alcun risultato. Secondo il Ledger, su una staccionata si trovarono sospese due sedie, che permisero ai rapitori di scavalcare una finestra, conducendoli così nella stanza della giuria posta nei pressi della cella dove Laura si trovava. Si pensò che gli uomini avessero avuto l'intenzione di impiccare Laura dalla finestra, ma che ne furono dissuasi da una luce elettrica che venne accesa nelle vicinanze.

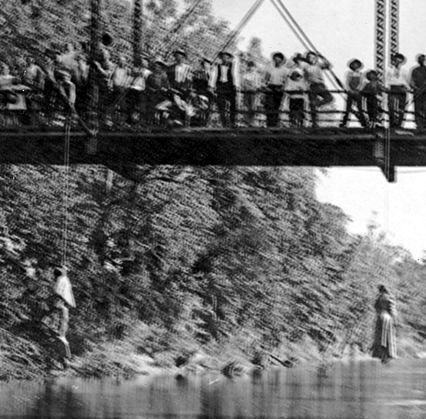
Ingrandimento dell'immagine: la folla assiste allo spettacolo dal ponte.

### Linciaggio
Laura e L. D. furono portati sul ponte sopra il "North Canadian River", a sei miglia ad ovest e ad un miglio a sud di Okemah. Il ponte si trovava sulla strada "Old Schoolton" e all'incrocio di Yarbrough. Secondo The Crisis, Laura venne ripetutamente violentata.

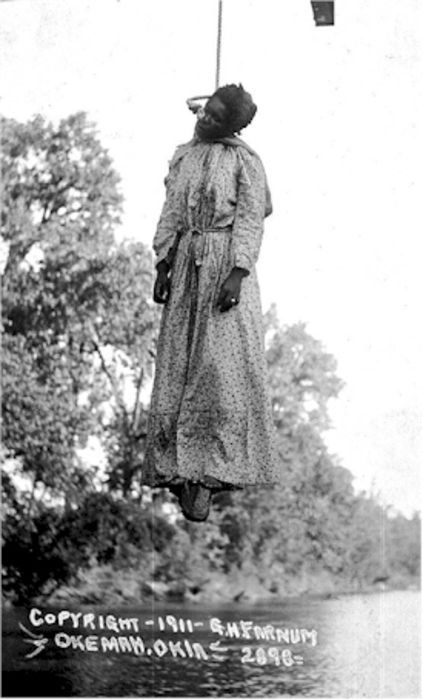
Laura Nelson.

Secondo quanto riportò l'Associated Press: "a Okemah in Oklahoma, Laura Nelson, una donna di colore accusata di aver ucciso un vice-sceriffo che aveva scoperto dei beni rubati in casa propria, è stata linciata insieme a suo figlio, un ragazzo di quindici anni. La donna e il figlio sono stati rapiti dalla prigione, trascinati per circa sei miglia fino al fiume canadese e impiccati da un ponte. La donna è stata violentata dai membri della folla prima di venire impiccata".
Il Ledger riferì che gli uomini bloccarono Laura e L. D. con dei sacchi di traino e, utilizzando una fune di mezzo pollice di canapa legata ad un nodo scorsoio, li impiccarono dal ponte. Vennero rinvenuti la mattina seguente appesi a 20 metri di altezza sotto il ponte. Un residente locale, John Earnest, riportò la notizia della scoperta all'ufficio dello sceriffo.
La prima pagina di The Okemah Ledger del 25 maggio 1911 affermò che il linciaggio venne "eseguito con una tacita precisione il che lo fa apparire come un capolavoro di pianificazione": "le braccia della donna stavano oscillando al suo fianco, libere, mentre a circa un metro e mezzo di distanza si trovava il ragazzo con i suoi vestiti parzialmente strappati e le mani legate. Gli unici segni su entrambi i corpi erano quelli fatti dalle corde sui loro colli. Appena ondeggiante nel vento, lo spettacolo spaventoso è stato scoperto questa mattina da un ragazzo negro che era andato a prendere la sua mucca in riva al fiume. Centinaia di persone provenienti da Okemah e dalla parte occidentale della contea si sono recate nel luogo per assistere alla scena".
I corpi vennero recuperati alle 11:00 del 25 maggio per ordine del commissario della contea, poi portati a Okemah. I parenti di Nelson non ne reclamarono le spoglie e pertanto furono sepolti nel cimitero di Greenleaf, vicino ad Okemah.
Citando il Muskogee Scimitar, The Crisis suggerì che Laura avesse avuto con sé la figlioletta: "basta pensarci, una donna rapita assieme alla sua bambina e un ragazzo di soli quattordici anni, trascinato per le strade da una folla urlante di diavoli infuriati, il crimine più efferato [lo stupro] commesso sulla donna impotente e poi lei e suo figlio sottoposti ad impiccagione".
Non è a tutt'oggi chiaro se la bambina fosse Carrie o meno. William Bittle e Gilbert Geis scrissero nel 1964 che Laura stava prendendosi cura di un bambino mentre era in carcere e aveva la figlia con sé quando venne portata in cella. Citarono una donna che aveva assistito al linciaggio la quale dichiarò che Laura aveva posato la bambina per terra: "dopo che li ebbero appesi, quegli uomini se ne andarono via e lasciarono la bambina là dove si trovava. Anche i miei vicini si trovavano lì e così raccogliemmo la bambina per condurla in città: ce ne siamo presi cura. Oggi è adulta e vive qui". Bittle e Geis non hanno però citato la loro fonte.

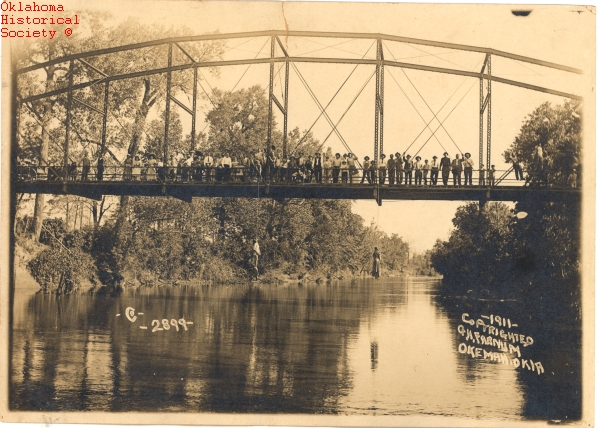
Cartolina ricordo dell'evento.

### Fotografie
La scena successiva al linciaggio è stata registrata in una serie di fotografie di George Henry Farnum, proprietario dell'unico studio fotografico di Okemah. Si conoscono a tutt'oggi quattro immagini esistenti prese da una barca. Gli scatti numero 2894 e 2898 sono riprese ravvicinate di L. D. e Laura; i numeri 2897 e 2899 mostrano il ponte e gli spettatori. Nella numero 2899 35 uomini e sei donne stanno posando per la fotografia o guardando i corpi, con 17 figli, da bambini piccoli fino all'età dell'adolescenza.

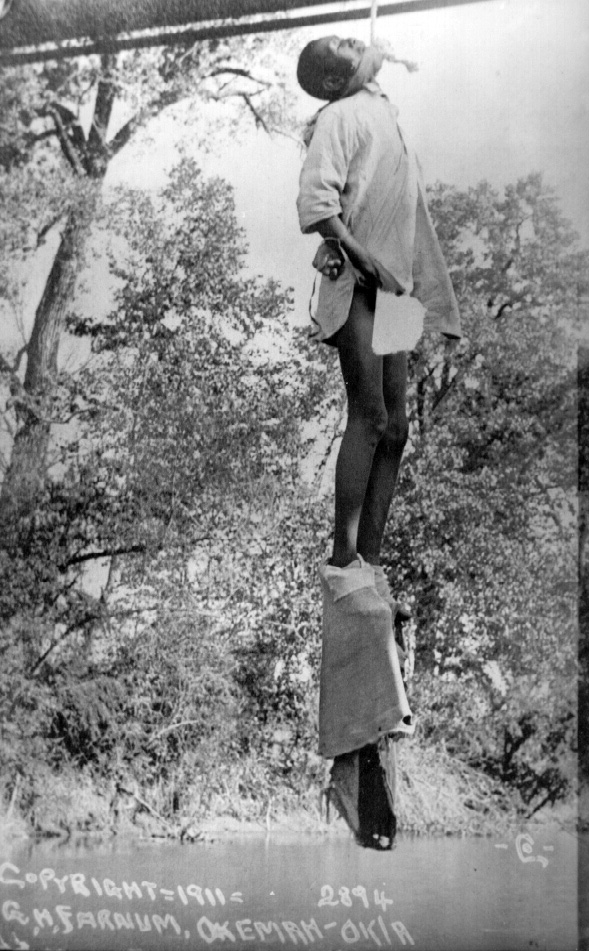
Lawrence Nelson, 14 anni: come ultimo segno di spregio gli hanno abbassato i pantaloni.

Era pratica comune trasformare le foto dei linciaggi in cartoline. Nel 1908 il governo federale vietò i "soggetti tendenti ad incitare l'incendio doloso, la tortura o l'assassinio" da inviarsi attraverso la posta, ma le cartoline continuarono lo stesso a vendersi. Woody Guthrie (1912-1967) ha ricordato di aver visto le cartoline dei Nelson in vendita a Okemah, del tutto simile ad una che girava anche in casa sua.
Klein ha scritto nel 1999 che il Okemah Ledger ha pubblicato una delle immagini, ma non gli ha dato una data. Frances Jones-Sneed ha affermato nel 2011 che "a differenza di altre foto di linciaggi, quella di Laura Nelson e di suo figlio non è stata pubblicata in alcun giornale o trasformata in cartoline. Il fotografo, G.H. Farnam, ha mantenuto il negativo e può averne fornito copie per coloro che hanno desiderato avere un ricordo".
James Allen ha acquistato la cartolina fotografica di Laura Nelson, una stampa in argento di gelatina per 75 dollari in un mercato delle pulci. La foto è stampata in
"copyright-1911-g.h.farnum, okemah okla 2898"; la parte posteriore della stampa dice "non inviabile".
Seth Archer ha scritto nella Southwest Review che le foto di linciaggio erano in parte intese come un avvertimento, nel caso di Nelson a tutti i vicini afroamericani di Boley - "guarda quello che abbiamo fatto qui, negri state attenti" - ma la pratica di inviare cartoline a famiglie ed amici al di fuori della zona sottolineava la natura ritualistica dei linciggi.
Gli spettatori che appaiono nelle foto dei linciaggi non hanno mostrato chiaramente alcuna vergogna nell'essere connessi agli eventi, anche quando erano chiaramente identificabili. Qualcuno ha scritto sulla parte posteriore di una cartolina del linciaggio di Jesse Washington avvenuto a Waco (Texas) nel 1916: "questo è il Barbecue che abbiamo fatto la scorsa notte. La mia immagine è a sinistra segnata con una croce. Tuo figlio Joe".

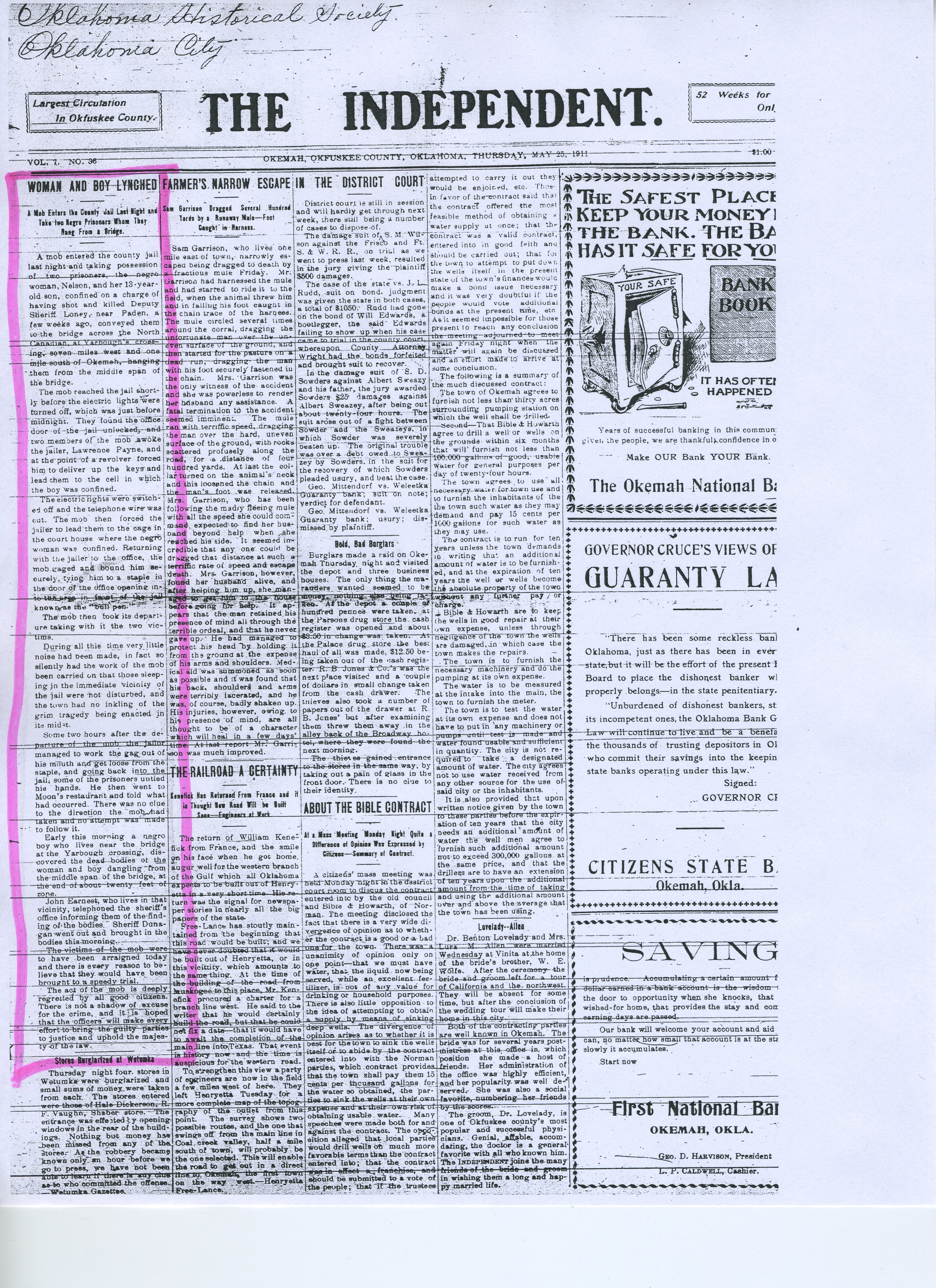
Independent del 25 maggio 1911.

## Conseguenze

### Risposta legale e politica
Independent scrisse il 25 maggio del 1911 che "non vi è alcun dubbio o possibilità di scusa per il crimine perpetrato" il quale venne definito una "macchia terribile sulla contea di Okfuskee, un disonore a cui serviranno anni per poter essere rimosso". Okemah Ledger osservò che "mentre il sentimento generale è contrario al metodo, viene generalmente pensato che i negri avessero ottenuto ciò che avrebbe dovuto essere loro comminato secondo il diritto".

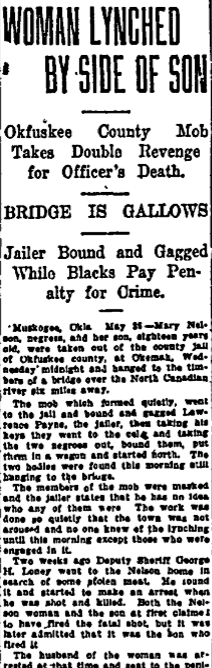
L'annuncio del linciaggio nel The Daily Oklahoman del 26 maggio 1911.

Un altro quotidiano, Morning Phoenix, cercò apparentemente di addossare la colpa sulla comunità nera, scrivendo che i Nelson erano stati in realtà "colpiti dai negri". Gli afroamericani espressero tutto il loro oltraggio. Una rivista nera lamentò: "dov'è lo spirito cristiano di cui sentiamo tanto parlare? Che cosa faranno i buoni cittadini per capire queste violenze di massa? Aspettiamo e vedremo: il commento è inutile. Tale crimine è semplicemente l'Inferno sulla Terra. Non si può cercare alcuna scusa per giustificare un simile atto".
Circolarono voci che la vicina città nera di Boley stesse organizzando un attacco a Okemah. Le donne e i bambini bianchi della cittadina vennero mandati a passare la notte in un campo vicino, con gli uomini di guardia sulla strada principale di accesso. Oswald Garrison Villard, avvocato bianco della National Association for the Advancement of Colored People (NAACP), scrisse una vibrata lettera di protesta a Lee Cruce, governatore dell'Oklahoma. Questi assicurò che avrebbe fatto tutto quello che fosse stato in proprio potere per assicurare alla giustizia gli assassini. Difese le leggi dell'Oklahoma come "adeguate", le "giurie competenti" e affermò che l'amministrazione della giustizia nello Stato aveva sempre proceduto con ben pochi motivi di critica "tranne nei casi di estrema passione che nessuna legge e nessuna civiltà può controllare".
Si peritò di aggiungere anche che "esiste un pregiudizio razziale ovunque i negri si trovino in gran numero... L'annuncio giunge come uno shock per la gente dell'Oklahoma, proprio questa settimana in cui il segretario dell'interno ha nominato un negro del Kansas ad assumere la responsabilità della supervisione delle scuole indiane di questo Stato. Non esiste una razza di persone sulla terra che abbia più antipatia per la razza nera della razza indiana eppure queste persone, che contano molti dei migliori cittadini di questo Stato e nazione, devono essere umiliati e i loro pregiudizi e passioni devono essere aumentati dopo questa violenza imposta su di loro... Se la vostra organizzazione si interessasse a notare che oltraggi come questo sono perpetrati contro il nostro popolo, ci sarebbero meno linciaggi nel Sud".
Il NAACP sostenne che nulla sarebbe cambiato mentre i governatori come Cruce cercavano di scusare il linciaggio come un prodotto della "passione incontrollabile" dei bianchi. Il giudice distrettuale John Caruthers convocò un Grand jury nel giugno del 1911 per indagare: ""il popolo dello Stato ha affermato, secondo la norma costituzionale adottata di recente, che la razza cui le vittime sfortunate apparteneva doveva in larga misura essere esclusa dalla partecipazione ai nostri concorsi politici, a causa della loro nota inferiorità razziale e la loro manifesta credulità, caratteristica questa che molto spesso li ha resi il semplice strumento degli intrighi e delle malizie. È ben noto che vorrei essere d'accordo con questa disposizione costituzionale della volontà popolare", Concluse dicendo come fosse il dovere della gente "di una razza superiore e di maggiore intelligenza quello di proteggere questa razza più debole da attacchi ingiustificati e del tutto al di fuori della legge"; ma nessuno identificò mai i responsabili.

## Influenza culturale

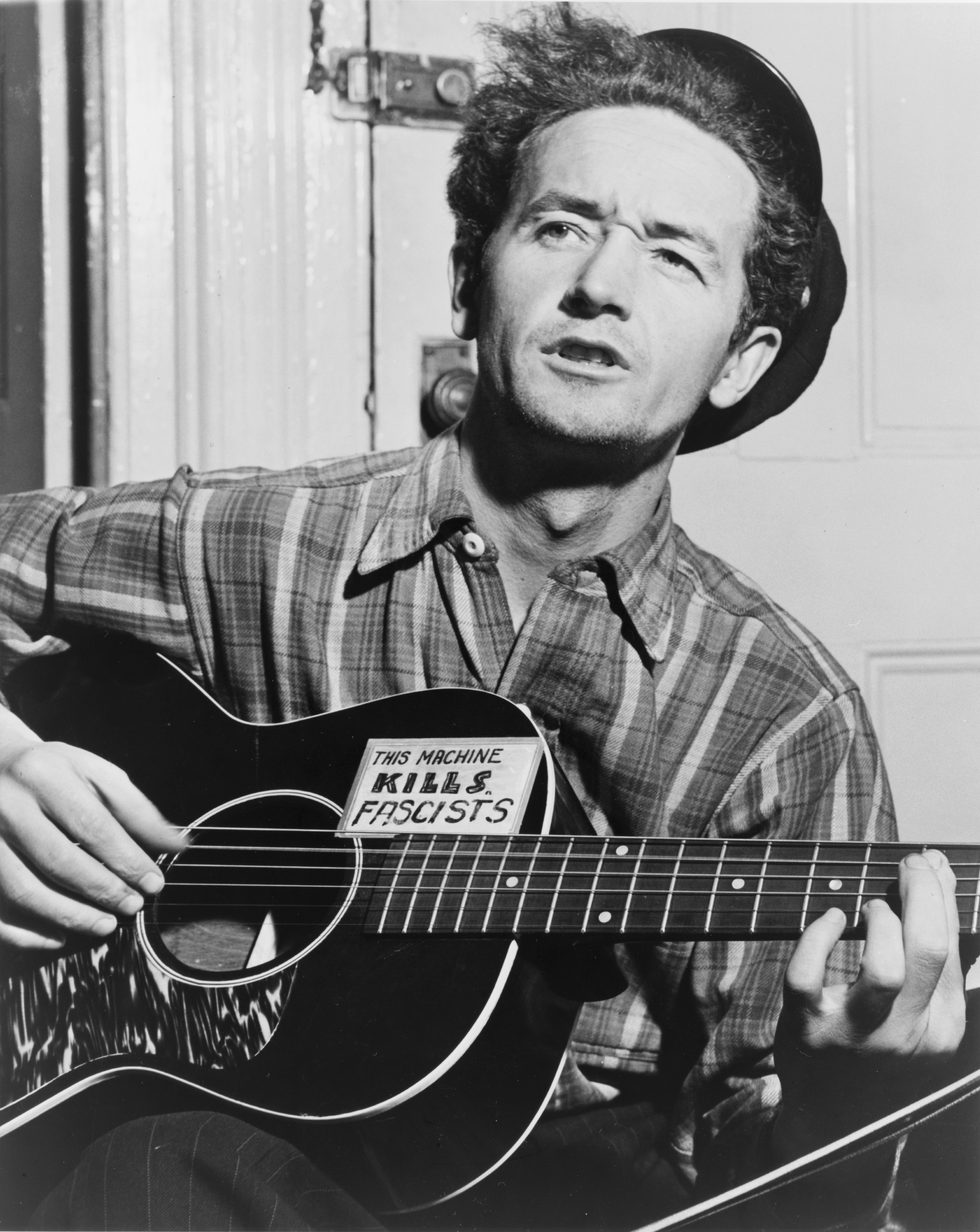
Woody Guthrie. L'adesivo sulla chitarra riporta: "Questa macchina uccide i fascisti".

### Woody Guthrie
Uno degli assassini potrebbe essere stato Charley Guthrie (morto nel 1956), padre del cantante folk Woody Guthrie, nato a Okemah 14 mesi dopo il linciaggio. Charley era un agente immobiliare, impiegato della corte distrettuale, politico del Democratic Party, affiliato alla massoneria e proprietario della prima automobile della città. Secondo il giornalista Joe Klein fu anche membro del Ku Klux Klan durante gli anni venti; non vi sono però prove documentali su quest'ultima appartenenza.
L'affermazione che Charley fosse coinvolto nel linciaggio dei Nelson deriva da suo fratello Claude, a cui Klein fece un'intervista registrata nel 1977 per il suo libro Woody Guthrie: A Life (1980). Klein pubblicò la notizia che Charley era stato parte della banda dei linciatori, ma senza riferirsi all'intervista. Seth Archer ha trovato il nastro nel 2005 negli archivi di Woody Guthrie a New York e ha riportato la dichiarazione di Claude nella rivista Southwest l'anno seguente.
Claude disse a Klein: "era piuttosto sgradevole in quei giorni... i negri erano molto dannosi a Boley... Charley e gli altri hanno gettato questo negro e sua madre in prigione, entrambi, il ragazzo e la donna. E quella sera li hanno sequestrati e appesi (risate), hanno impiccato i negri che avevano ucciso quello sceriffo... Lo sapevo bene che quel farabutto [Charley] lo aveva fatto - l'ho sempre saputo che era uno dei partecipanti".
Woody Guthrie ha scritto due canzoni, non registrate, sul linciaggio dei Nelson, Don't Kill My Baby and My Son (1966) e High Balladree. Le canzoni fanno riferimento a una donna che viene impiccata assieme ai suoi due figli. Nella prima si dice "Then I saw a picture on a postcard / It showed the Canadian River Bridge, / Three bodies hanging to swing in the wind, / A mother and two sons they'd lynched"; mentre nella seconda "A nickel postcard I buy off your rack / To show you what happens if / You're black and fight back / A lady and two boys hanging / down by their necks / From the rusty iron rigs / of my Canadian Bridge".
Il suo lavoro non era sempre storicamente accurato; per esempio, ha scritto altrove che aveva potuto constatare di persone la miseria in cui versavano i Nelson, anche se nacque successivamente. Guthrie ha registrato anche un'altra canzone, Slipknot, sul linciaggio ad Okemah in generale: "incisa anche per le numerose nere, i padri e i figli negri che sono stati linciati e impiccati sotto il ponte del fiume canadese, sette miglia a sud di Okemah, Oklahoma, e dedicata al giorno in cui simili eventi non accadranno più" (firmato il 29 febbraio 1940). Nel 1946 ha anche disegnato un ponte da cui penzolano una fila di corpi; lo schizzo è conservato negli archivi di Ralph Rinzler nella Smithsonian Institution.

### Pubblicazione delle fotografie
James Allen, collezionista di antiquariato di Atlanta, ha trascorso anni in cerca di cartoline di linciaggi per il suo libro Without Sanctuary: Lynching Photography in America (2000). "Dopo centinaia di mercati delle pulci", ha scritto, "un commerciante mi ha tirato da parte e in toni cospiratori offrì di vendermi una vera e propria cartolina postale di un linciaggio. Era Laura Nelson che pendeva da un ponte, l'immagine era parzialmente strappata ed incollata. L'uomo contrattò ed infine me la cedette".
Il libro accompagnò una mostra di 60 cartoline di linciaggi avvenuti dal 1880 al 1960 intitolata Witness: Photographs of Lynchings from the Collection of James Allen, che si aprì alla Galleria Roth Horowitz di New York nel gennaio del 2000. Allen sosteneva che i fotografi erano più di spettatori passivi; hanno posizionato e illuminato i cadaveri come se fossero uccelli impagliati, ha scritto, e le cartoline diventano una parte importante dell'atto, sottolineandone la sua natura politica.
La pubblicazione di Allen ha incontrato una ricezione mista. Julia Hotton, una curatore di musei afroamericana ha affermato che, con i vecchi neri in particolare: "se sentono di un uomo bianco con un accento del Sud che sta raccogliendo queste foto reagiscono vivacemente". Jennie Lightweis-Gof ha criticato le "letture profondamente estetizzate" del corpo di Laura; ha sostenuto che gli scrittori hanno cercato di raccogliere l'empatia per i Nelson concentrandosi sull'aspetto di Laura, per trasmetterne un qual certo erotismo. Allen, per esempio, si riferiva alla "femminilità indissolubile" di Laura. Leightweis-Gof ha offerto questo esempio di "uno sguardo maschile": "il senso che ogni funzione del corpo femminile sia sessualizzata e estetizzata". Wendy Wolters ha sostenuto che ogni volta che Laura Nelson viene considerata come un "oggetto feticistico e femminizzato", viene nuovamente violata.

### Libri
- Allen, James. Musarium: Without Sanctuary ("Without Sanctuary", a brief film about the collection).
- Apel, Dora; Smith, Shawn Michelle. Lynching Photographs, University of California Press, 2007.
- The National Association for the Advancement of Colored People. Thirty Years of Lynching in the United States: 1889–1918, 1919.

### Articoli
- The New York Times. "Hang Negro Woman and Son", 26 maggio 1911.
- The Okemah Ledger. "News from around the court house", 11 maggio 1911.
- The Okemah Ledger. "Held for murder in first degree", 11 maggio 1911.
- The Okemah Ledger. "Lynchers Avenge the Murder of Geo. Loney", 25 maggio 1911.
- Clinton Mirror. "Mother and son lynched", 27 maggio 1911.
- The Dispatch. "News from everywhere", 31 maggio 1911.
- The Crisis. Report of the lynching[collegamento interrotto], The National Association for the Advancement of Colored People, 2(3), July 1911.
- The Crisis. "The Oklahoma Lynching"[collegamento interrotto], 2(4), August 1911.
- Elisabeth Freeman, "The Waco Horror", The Crisis, July 1916.